# Dolní Město
Dolní Město är en ort i Tjeckien.   Den ligger i regionen Vysočina, i den centrala delen av landet, 90 km sydost om huvudstaden Prag. Dolní Město ligger 436 meter över havet och antalet invånare är 849.
Terrängen runt Dolní Město är platt åt sydost, men åt nordväst är den kuperad. Dolní Město ligger nere i en dal.Runt Dolní Město är det ganska glesbefolkat, med 45 invånare per kvadratkilometer. Närmaste större samhälle är Havlíčkův Brod, 14,4 km öster om Dolní Město. I omgivningarna runt Dolní Město växer i huvudsak blandskog.